# 等比数列
等比数列，是数列的一种。在等比数列中，任何相邻两项的比例相等，该比值称为公比。因为数列中的任意一項都等于相邻两项的几何平均数，所以又名几何数列（英語：Geometric progression）。
例如数列：
{\displaystyle 3,6,12,24,48,96,...}
就是一个等比数列。在这个数列中，从第二项起，每项与其前一项之公比都等于{\displaystyle 2}。

## 性質
如果一个等比数列的首项記作{\displaystyle a}，公比記作{\displaystyle r}，那么该等比数列第{\displaystyle n}项{\displaystyle a_{n}}的一般項为：
{\displaystyle a_{n}=ar^{n-1}}
換句話說，任意一個等比数列{\displaystyle \{a_{n}\}}都可以寫成
{\displaystyle \{a\,,\,\,ar\,,\,\,ar^{2}\,,\,\cdots \,,\,\,ar^{n-1}\}}
在一個等比數列中，給定任意兩相連項{\displaystyle a_{n+1}}和{\displaystyle a_{n}}（其中{\displaystyle a_{n}\neq 0}），可知公比
{\displaystyle r={\frac {a_{n+1}}{a_{n}}}}
給定任意兩項{\displaystyle a_{m}}和{\displaystyle a_{n}}，則有公比
{\displaystyle r={\sqrt[{m-n}]{\frac {a_{m}}{a_{n}}}}}
這裡注意，若{\displaystyle m-n}是偶數，則公比可取此結果的正值或負值。
此外，在一個等比数列中，選取某一項，該項的前一項與後一項之積，為原來該項的平方。舉例來說，{\displaystyle a_{1}\times a_{3}={a_{2}}^{2}}。
更一般地說，有：
{\displaystyle a_{n-1}\times a_{n+1}={a_{n}}^{2}}
證明如下：
{\displaystyle {\begin{aligned}a_{n-1}\times a_{n+1}&=ar^{n-2}\times ar^{n}\\&=a^{2}\times r^{2n-2}\\&=(ar^{n-1})^{2}\\&={a_{n}}^{2}\\\end{aligned}}}
證畢。
從另一個角度看，等比數列中的任意一項，是其相邻两项的幾何平均：
{\displaystyle a_{n}=\pm {\sqrt {a_{n-1}\cdot a_{n+1}}}}
此結果從上面直接可得。
如果有整數{\displaystyle m,n,p,q}，使得 {\displaystyle m+n=p+q}，那么则有：
{\displaystyle a_{m}\cdot a_{n}=a_{p}\cdot a_{q}}
證明如下：
{\displaystyle {\begin{aligned}a_{m}\cdot a_{n}&=ar^{m-1}\cdot ar^{n-1}\\&=a^{2}r^{m+n-2}\\&=a^{2}r^{p+q-2}\\&=ar^{p-1}\cdot ar^{q-1}\\&=a_{p}\cdot a_{q}\\\end{aligned}}}
由此可將上面的性質一般化成：
{\displaystyle a_{n-k}\cdot a_{n+k}={a_{n}}^{2}}
{\displaystyle a_{n}=\pm {\sqrt {a_{n-k}\cdot a_{n+k}}}}
其中{\displaystyle k}是一個小於{\displaystyle n}的正整數。
給定一個等比數列 {\displaystyle \{a_{n}\}}，則有：
- {\displaystyle \{b\cdot a_{n}\}} 是一個等比數列。
- {\displaystyle \{{\frac {b}{a_{n}}}\}} 是一個等比數列。
- {\displaystyle \{\log _{b}(a_{n})\}} 是一個等差數列。

從等比數列的一般項可知，任意一個可以寫成
{\displaystyle a_{n}=pq^{n}}
形式的數列，都是一個等比數列，其中公比{\displaystyle r=q}，首項{\displaystyle a=pq}。

## 公比
公比（英語：Common ratio）是对于等比数列这一特殊数列而言的，它是指在等比数列中后一项与前一项的商。

### 等比数列的通项公式
等比数列都满足：{\displaystyle {\frac {a_{n}}{a_{n-1}}}=q}。例如，数列3、9、27、81......的公比是3。注意公比不能是0（因為{\displaystyle N\div 0}），否则為未定义。

## 等比数列和
一個等比數列的首{\displaystyle n}項之和，稱為等比数列和（sum of geometric sequence）或幾何級數（geometric series），記作{\displaystyle S_{n}}。
舉例來說，等比數列{\displaystyle \{1,2,4,8\}}的和是{\displaystyle 1+2+4+8=15}。
等比數列求和的公式如下：
{\displaystyle S_{n}={\frac {a(1-r^{n})}{1-r}}}
其中{\displaystyle a}為首項，{\displaystyle n}為項數，{\displaystyle r}為公比，且{\displaystyle r\neq 1}。
公式證明如下：
将等比數列和写作以下形式：
{\displaystyle S_{n}=a+ar+ar^{2}+\cdots +ar^{n-1}} ……(1)
将两边同乘以公比 r，有：
{\displaystyle rS_{n}=ar+ar^{2}+\cdots +ar^{n}} ……(2)
(1)式减去(2)式，有：
{\displaystyle (1-r)S_{n}=a-ar^{n}}
当{\displaystyle r\neq 1}时，整理後得證。
當{\displaystyle r=1}時，可以发现：
{\displaystyle {\begin{aligned}S_{n}&=a+ar+ar^{2}+\cdots +ar^{n-1}\\&={\begin{matrix}\underbrace {a+a+a+\cdots +a} \\n\end{matrix}}\\&=n\times a\\&=an\\\end{aligned}}}
综上所述，等比数列的求和公式为：
{\displaystyle S_{n}={\begin{cases}{\frac {a(1-r^{n})}{1-r}}&r\neq 1\\an&r=1\end{cases}}}
當{\displaystyle -1<r<1}時，注意到
{\displaystyle \lim _{n\rightarrow \infty }r^{n}=0}
因此，我們可得無限項之和（sum to infinity）的公式為
{\displaystyle S_{\infty }={\frac {a}{1-r}}}
由此可見，當{\displaystyle -1<r<1}時，幾何級數會收斂到一個固定值。

## 等比数列积
一個等比數列的首{\displaystyle n}項之積，稱為等比数列積（product of geometric sequence），記作{\displaystyle P_{n}}。
舉例來說，等比數列{\displaystyle \{1,2,4,8\}}的積是{\displaystyle 1\times 2\times 4\times 8=64}。
等比數列求積的公式如下：
{\displaystyle P_{n}=a^{n}\cdot r^{\frac {n(n-1)}{2}}}
證明如下：
{\displaystyle {\begin{aligned}P_{n}&=a\cdot ar\cdot ar^{2}\cdot \cdots \cdot ar^{n-1}\\&=a^{n}\cdot r^{0+1+2+\cdots +(n-1)}\\&=a^{n}\cdot r^{\frac {n(n-1)}{2}}\\\end{aligned}}}
第二步，公比{\displaystyle r}的指數中，0來自於數列的第一項。最後一步，使用了等差數列的求和公式，通項為{\displaystyle n-1}。